# 2012 год в Азербайджане

## Январь
- 1 января — Азербайджан получил статус непостоянного члена Совета Безопасности ООН[1][2]

## Февраль
- 1 февраля — Комитет по международным отношениям Сената Пакистана принял резолюцию о признании Ходжалинской резни[3]
- 24 февраля — Грузия приняла Постановление 1594 о признании 20-летия Ходжалинской резни[4]

## Март
- 23 марта — Штат Мэн принял резолюцию о Ходжалинской резне[5]

## Апрель
- 2—4 апреля — В Баку организована Вторая очередная сессия Парламентской ассамблеи Евронест[6]

## Май
- 7 мая
  - Открыт Baku Crystal Hall[7]
  - Загатальское землетрясение
- 10 мая – Открыт Центр Гейдара Алиева[8]
- 22—26 мая — В Азербайджане проведён Конкурс песни «Евровидение 2012»

## Июль
- 13 июля — Создана служба «ASAN»

## Сентябрь
- 20 сентября — Начата добыча газа с месторождения «Умид»[9]
- 30 сентября — Открыт Международный центр Низами Гянджеви
- Установлен рекорд температуры для сентября в Баку и на Абшеронском полуострове — +29,6 °C[10]

## Декабрь
- 9 декабря — Вывод из эксплуатации Габалинской РЛС
- 30 декабря — Принята концепция развития «Азербайджан 2020: взгляд в будущее» [11]

## Без точных дат
- Учреждена международная премия им. Низами Гянджеви
- Создана грузовая авиакомпания «Silk Way West Airlines»[12]

## В спорте
- 12 апреля — Афган Байрамов завоевал две золотые медали (в толчке и по сумме двоеборья) на чемпионате Европы по 2012 года[13][14][15]
- 9—13 мая — Международный велотур памяти Гейдара Алиева[16]
- 22 сентября — 13 октября — В Азербайджане проведён  Чемпионат мира по футболу среди девушек до 17 лет

## Умерли
- 11 февраля — Эльза Ибрагимова, композитор[17]
- 22 ноября — Яшар Нури, актёр театра и кино[18]